# Jimmy Garoppolo
James Richard Garoppolo (Arlington Heights, Illinois, 2 de novembro de 1991) é um jogador de futebol americano que atua como quarterback pelo Los Angeles Rams na National Football League (NFL). Ele foi draftado na segunda rodada do Draft de 2014 pelo New England Patriots para servir como reserva de Tom Brady.
No seu último ano na Universidade de Eastern Illinois, em 2013, Garoppolo quebrou o recorde da faculdade, que pertencia a Tony Romo, de touchdowns e passes lançados. Nesse mesmo ano, ele ganhou o prêmio Walter Payton Award de melhor jogador ofensivo da Football Championship Subdivision (FCS).
Garoppolo começou sua carreira profissional como reserva de Tom Brady nos Patriots, mantendo esta posição por três temporadas, acumulando neste tempo cerca de cinco passes para touchdown e 684 jardas. Em outubro de 2017, Jimmy Garoppolo foi trocado para o San Francisco 49ers. Ele ganhou seus primeiros cinco jogos como titular o que, junto com suas duas vitórias em New England, deu a ele sete vitórias nos seus primeiros sete jogos como quartarback titular, igualando o feito de Ben Roethlisberger em 2004. Em 2018, Garoppolo assinou um contrato de cinco anos valendo US$ 137,5 milhões de dólares com os 49ers, um dos maiores contratos da história da NFL em termos de salário anual. Embora naquele ano sua temporada tenha sido encurtada devido a uma contusão, ele se recuperou em 2019, vencendo seus primeiros oito jogos (primeira vez que isso acontecia com San Francisco desde 1990) e terminou o ano com treze vitórias (em dezesseis jogos), sendo a primeira vez que os 49ers terminaram uma temporada com mais vitórias do que derrotas desde 2014.
Em março de 2023, ele assinou um contrato de três anos com o Las Vegas Raiders, mas acabou dispensado em março de 2024. Ele então assinou com o LA Rams por um ano.

## Estatísticas
| Ano      | Time     | Jogos | Jogos | Passando | Passando | Passando | Passando | Passando | Passando | Passando | Passando | Correndo | Correndo | Correndo | Correndo | Sacks | Sacks  | Fumbles | Fumbles  |
| Ano      | Time     | JD    | JT    | Cmp      | Ten      | Pct      | Jardas   | Média    | TD       | Int      | Rtg      | Ten      | Jardas   | Média    | TD       | Sck   | Jardas | Fum     | Perdidos |
| -------- | -------- | ----- | ----- | -------- | -------- | -------- | -------- | -------- | -------- | -------- | -------- | -------- | -------- | -------- | -------- | ----- | ------ | ------- | -------- |
| 2014     | NE       | 6     | 0     | 19       | 27       | 70,4%    | 182      | 6,7      | 1        | 0        | 101,2    | 10       | 9        | 0,9      | 0        | 5     | 36     | 0       | 0        |
| 2015     | NE       | 5     | 0     | 1        | 4        | 25%      | 6        | 1,5      | 0        | 0        | 39,6     | 5        | −5       | −1,0     | 0        | 0     | 0      | 0       | 0        |
| 2016     | NE       | 6     | 2     | 43       | 63       | 68,3%    | 502      | 8,0      | 4        | 0        | 113,3    | 10       | 6        | 0,6      | 0        | 3     | 15     | 2       | 1        |
| 2017     | SF       | 6     | 5     | 120      | 178      | 67,4%    | 1 560    | 8,8      | 7        | 5        | 96,2     | 15       | 11       | 0,7      | 1        | 8     | 57     | 1       | 0        |
| 2018     | SF       | 3     | 3     | 53       | 89       | 59,6%    | 718      | 8,1      | 5        | 3        | 90,0     | 8        | 33       | 4,1      | 0        | 13    | 97     | 4       | 0        |
| 2019     | SF       | 16    | 16    | 329      | 476      | 69,1%    | 3 978    | 8,4      | 27       | 13       | 102,0    | 46       | 62       | 1,3      | 1        | 36    | 237    | 10      | 5        |
| 2020     | SF       | 6     | 6     | 94       | 140      | 67,1%    | 1 096    | 7,8      | 7        | 5        | 92,4     | 10       | 25       | 2,5      | 0        | 11    | 77     | 2       | 0        |
| 2021     | SF       | 15    | 15    | 301      | 441      | 68,3%    | 3 810    | 8,6      | 20       | 12       | 98,7     | 38       | 51       | 1,3      | 3        | 29    | 201    | 8       | 3        |
| 2022     | SF       | 11    | 10    | 207      | 308      | 67,2%    | 2 437    | 7,9      | 16       | 4        | 103,0    | 23       | 33       | 1,4      | 2        | 18    | 100    | 3       | 2        |
| 2023     | LV       | 7     | 6     | 110      | 169      | 65,1%    | 1 205    | 7,1      | 7        | 9        | 77,7     | 20       | 39       | 2,0      | 0        | 14    | 101    | 1       | 0        |
| 2024     | LAR      | 1     | 1     | 27       | 41       | 65,9%    | 334      | 8,1      | 2        | 1        | 97,0     | 2        | 5        | 2,5      | 0        | 3     | 15     | 0       | 0        |
| Carreira | Carreira | 82    | 64    | 1 304    | 1 936    | 67,4%    | 15 828   | 8,2      | 96       | 52       | 97,6     | 187      | 269      | 1,4      | 7        | 140   | 936    | 31      | 11       |